# Internetová doména
Internetová doména (doménové jméno) je v informatice označení jednoznačného jména (identifikátoru) počítače nebo počítačové sítě, které jsou připojené do Internetu. Příkladem doménového jména je zápis cs.wikipedia.org.

## Syntaxe
Doménové jméno je tvořeno posloupností několika částí oddělených tečkami. Části jsou seřazeny podle obecnosti: první část (např. cs) je nejkonkrétnější, může popisovat jeden konkrétní počítač, další části (např. wikipedia) jsou obecnější, popisují celou velkou skupinu počítačů a sítí. Poslední část (v našem příkladu org) se nazývá doména nejvyššího řádu (top-level domain, TLD) a popisuje rozdělení na země a obecné skupiny organizací (podrobnosti viz samostatný článek). Části jsou také někdy číslovány (opět odzadu), takže např. org je doména 1. úrovně, wikipedia.org je doména 2. úrovně atd.
V doménových jménech lze používat pouze malou část znaků kódu ASCII: znaky anglické abecedy, číslice a pomlčku (každá část jména však nesmí končit ani začínat pomlčkou). Jména nejsou citlivá na velikost písmen (www.example.com popisuje stejný počítač jako WWW.Example.CoM) a každá část jména smí být maximálně 63 znaků dlouhá. Délka celého jména může být maximálně 255 (počet částí však není omezen, tzn. platné jméno může být teoreticky složeno ze 127 jednopísmenných částí).
V rámci rozšiřování Internetu do zemí, které používají různá písma, se relativně nedávno[kdy?] začal zprovozňovat systém IDN umožňující používání libovolných znaků Unicode v doménových jménech. Z důvodů zpětné kompatibility však nelze jiné znaky přímo používat v rámci dnešního systému, proto se „nestandardní“ znaky před použitím převedou speciálním postupem na posloupnost „běžných“ znaků ve speciálním kódu. Např. doménové jméno www.příklad.example se převede na www.xn--pklad-zsa96e.example. Tento proces je však pro běžného uživatele transparentní, nemusí se o něj starat. Systém IDN již v některých částech světa (např. u německé domény .de) funguje, pro českou doménu .cz se však zatím nepoužívá.

## Význam

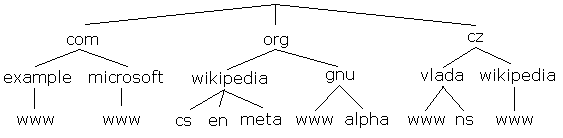
Příklad stromu doménových jmen

Prostor doménových jmen tvoří strom. V kořeni tohoto stromu je speciální vyhrazené prázdné doménové jméno. Pod tímto kořenem jsou uspořádány všechny domény nejvyššího řádu. V další úrovni jsou domény 2. úrovně atd. (Viz obrázek.)
Přidělování a správa doménových jmen je stejně tak hierarchická. Např. správce domény wikipedia.org rozhoduje o přidělování domén 3. řádu končících na .wikipedia.org, aniž by musel toto přidělování konzultovat např. se správcem domény org.

### Domény nejvyššího řádu
Počet domén první úrovně je omezený (viz seznam) a schvaluje je IANA resp. ICANN. Nachází se mezi nimi:
- obecné domény (generické, gTLD) – 20 domén, například .com, .net, .org, .edu nebo novější .info, .biz, …
  - některé z nich jsou sponzorovány organizacemi, které zaštiťují přidělení subdomén podle omezujících pravidel, např. .aero pro leteckou přepravu nebo .museum pro muzea,
- národní domény (ccTLD) – téměř 250 domén, podle ISO 3166 dvoupísmenných zkratek států, například .cz, .sk, .ar, .au, …

### Doménový alias
Doménový alias znamená, že na tentýž server vede více domén. Dá se tak využívat zároveň například doména mojefirma.cz a mojefirma.com, které odkazují na stejný prostor pro stránky na serveru.

## Systém DNS
Samotná komunikace mezi počítači probíhá s využitím tzv. protokolu IP, ve kterém se počítače označují číselnými adresami (IP adresy). Proto je před zahájením komunikace nutno zjistit, jaká IP adresa odpovídá zadanému doménovému jménu. K tomu slouží síť specializovaných počítačů, které na žádost obsahující doménové jméno zašlou odpověď obsahující příslušnou číselnou adresu (a poskytují i opačnou službu). Systém těchto počítačů se označuje jako DNS (Domain Name System).

## Informace o registrovaných doménách
K registrovaným internetovým doménám se uchovávají podrobné informace o jejich provozovatelích. K tomu slouží databáze whois, ze kterých lze tyto informace volně získat pomocí množství nástrojů. Tyto informace lze také využít ke zjištění toho, zda je doména volná či nikoli.